# Eat Bulaga!
Eat Bulaga! é um programa de variedades filipino produzido pela TVJ Productions e exibido pela TV5. O programa estreou em 30 de julho de 1979 na emissora RPN, originalmente apresentado por Tito Sotto, Vic Sotto e Joey de Leon. É o programa de variedades mais antigo das Filipinas. O programa também é exibido em todo o mundo através do canal Kapatid Channel e on-line no YouTube.
O sucesso do programa levou ao Eat Bulaga! Indonésia (mais tarde intitulada The New Eat Bulaga! Indonésia) e Eat Bulaga! Myanmar.

## Apresentadores

### Atual
- Tito Sotto (desde 1979)
- Vic Sotto (desde 1979)
- Joey de Leon (desde 1979)
- Jose Manalo (desde 1994)
- Allan K. (desde 1995)
- Wally Bayola (desde 2000)
- Paolo Ballesteros (desde 2001)
- Ryan Agoncillo (desde 2009)
- Ryzza Mae Dizon (desde 2012)
- Maine Mendoza (desde 2015)
- Miles Ocampo (desde 2022)
- Carren Eistrup (desde 2023)
- Atasha Muhlach (desde 2024)

### Featuring
- TVJ Singing Queens (desde 2024; também conhecidas como Sing-Eat Girls)
  - Anne Ferrer
  - Eunice Janine
  - Jean Drilon
  - Khayzy Bueno
  - Sammy Rascal
- Pedro Busita Jr. and the Hollow Blacks Band (desde 2023; também conhecido como Pedro Band)

### Antigo
- Aicelle Santos (2016–17)
- Aiko Melendez (1989–95)
- Ai-Ai delas Alas (1995–2000)
- Alden Richards (2015–23)[5][6]
- Alexa Miro (2023–24)
- Alfie Lorenzo[7]
- Ali Sotto (1993–94)
- Alicia Mayer (2004–06)[8]
- Amy Perez (1988–95)
- Anjo Yllana (1998–2020)[9]
- Ariana Barouk (2008)
- Arra San Agustin (2023–24)
- BJ Forbes (2005–08)
- Baste Granfon (2015–21)
- Betong Sumaya (2023–24)
- Bianca Umali (2022–23)[10]
- Boom Boom Pow Boys (2009–13)
- BPop Idols (2023–24)
- Buboy Villar (2023–24)
- Carmina Villaroel (1989–98)
- Cassy Legaspi (2023–24)
- Ces Quesada (1989)
- Charo Santos-Concio (1986–87)
- Chariz Solomon (2023–24)
- Chiqui Hollmann (1979–82)[8]
- Christine Jacob (1991–98)[8]
- Ciara Sotto (2005–07)[8]
- Cindy Kurleto (2005–07)[8]
- Coney Reyes (1982–91)[8]
- Cumbacheros (1982)
- Daiana Menezes (2007–12)[8]
- Dasuri Choi (최다슬) (2014–16; 2020–21; 2023–24)
- Dawn Zulueta[11]
- Derek Ramsay (2001–04)
- Dencio Padilla (1983)
- Diana Zubiri (2003–05)[8]
- Dingdong Avanzado (1987–88)
- Donita Rose (1996–97; 2002–03)
- Donna Cruz (1995–98)
- EB Babes (2006–19)
- Echo Calingal (2018–20)[12]
- Edgar Allan Guzman (2006–07)
- Eric Quizon (1992–93; 1996–98)
- Francis Magalona (1995–2009)
- Gladys Guevarra (1999–2007)[8]
- Glaiza de Castro (2023–24)
- Gretchen Barretto (1993)
- Helen Gamboa (1985–86)
- Helen Vela (1982–91)
- Herbert Bautista (1989–92)
- Ice Seguerra (1987–97)
- Isabelle Daza (2011–14)[9]
- Isko Moreno (2023–24)
- Iza Calzado (2005; 2011–12)
- Janice de Belen (early 1990s)
- Janno Gibbs (2001–07)[13]
- Jaya (1997–99)
- Jenny Syquia (1997)
- Jericho Rosales (1996–97)
- Jimmy Santos (1983–2022)
- Joey Albert
- Jomari Yllana (2000)
- John Prats[7]
- Joyce Jimenez (1997)
- Joyce Pring (2014, Trip na Trip)
- Julia Clarete (2005–16)[8]
- K Brosas (2001–03)
- Keempee de Leon (2004–16)
- Kimpoy Feliciano (2023–24)
- Kitty Girls (2009)
- Kokoy de Santos (2023–24)
- Kris Aquino (1988–89)
- Kristine Florendo (1998–2000)
- Kurimaw Boyz (2001–2006)
- Lady Lee (1990–1997)
- Lalaine Edson (2000)
- Lana Asanin (1999–2000)
- Lana Jalosjos (2004–2006)
- Lance Serrano (2013)
- Lani Mercado (1989–1990)
- Larry Silva (1994)[14][15][16][17]
- Leila Kuzma (2002–2004)
- Leonard Obal (mid-1990s)[7]
- Lindsay Custodio (1998)
- "Long Tall" Howard Medina (1979–1997, narração)
- Los Viajeros (2013–2014)
- Lougee Basabas (2007–09)
- Luane Dy (2017–19)[18]
- Lyn Ching-Pascual (1995–1998)
- Macho Men Dancers (1980–1983)
- Macho Men (2019–2020)
- Jinky "Madam Kilay" Cubillan (2017)
- Maja Salvador (2021–23)[19][20]
- Malaya Macaraeg (2018–19)[21]
- Male AttraXion (1993)
- Manilyn Reynes (1985–90)
- Manny Distor (1998–1999)
- Maneouvres (1990s)
- Marian Rivera (2014–15)
- Mark Ariel Fresco (2006–2007)
- Maricel Soriano (1985–87; 1995–96)
- Maureen Wroblewitz (2018–19)[8]
- Mausi Wohlfarth (1998–1999)
- Mavy Legaspi (2023–24)
- Michael Sager (2023–24)
- Michael V. (2003–16)
- Michelle van Eimeren (1994)
- Mickey Ferriols (1998–2000)
- Mike Zerrudo (1998–1999)
- Millet Advincula (1990s)
- Mitoy Yonting (1997; 2006–09)
- Music Hero Band (2016–19; 2023–24)
- Nadine Schmidt (2002)
- Niño Muhlach (início dos anos 1990)
- Nova Villa (1989–95)
- OctoArts Dancers (1989–1992)
- Ogie Alcasid (1988–89)
- Onemig Bondoc (1996–97)
- Paolo Contis (2023–24)
- Patani Daño (2008)
- Patricia Fernandez (2010, fotógrafo oficial, Bulagaan)
- Patricia Tumulak (2015–17)[8]
- Pauleen Luna (2005–23)[5]
- Pepe Pimentel (1980s)[22]
- Phoemela Baranda (2001–02)
- Pia Guanio (2003–21)
- Plinky Recto (1989–1992)
- Pops Fernandez (1987–88)
- Priscilla Monteyro (2009–2010)
- Rachel Ann Wolfe
- Randy Santiago (1995)
- Raqi Terra (2018–19)
- Richard Hwan (2014–15)
- Richie D'Horsie (1979–85; 1994; 2009, Bababoom)
- Rio Diaz (1990–96)
- Robert Ortega[7]
- Rosanna Roces (1998)
- Ruby Rodriguez (1991–2021)
- Ruffa Gutierrez (1995–98)
- Ruru Madrid (2022–23)[10]
- Sam Y.G. (2009–16)
- Samantha "Gracia" Lopez (1994–97)[8]
- Sarah Lahbati (2018)
- SexBomb Girls (1999–2011)
- Sharon Cuneta (1983–84)
- Sherilyn Reyes-Tan (2000–01)
- Sheryl Cruz (1985–89)
- Shine Kuk (국선영) (2014–15)
- Solenn Heussaff (2012)
- Sugar Mercado (2001–02; 2004–07)[8]
- Sunshine Cruz (1995–96)
- Taki Saito (2016–17)[8]
- Tanya Garcia (2005)
- Tetchie Agbayani (1980s)
- That's My Bae (2015–19)
- Toni Gonzaga (2002–05)[9]
- Toni Rose Gayda (1996–2014)[8]
- Universal Motion Dancers (década de 1990)
- Val Sotto (1994)
- Valerie Weigmann (2013–14)
- Vina Morales[7]
- Winwyn Marquez (2023–24)
- Yasser Marta (2023–24)
- Yoyong Martirez (1994)
- Zoren Legaspi (1989–95)[7]